# جايسون إيزاك
جايسون إيزاك (بالإنجليزية: Jason Isaacs)‏ هو عازف جاز بريطاني، ولد في 9 سبتمبر 1975 في نيوكاسل أبون تاين في المملكة المتحدة.